# 김정연 (치어리더)
김정연(1999년 3월 15일~)은 대한민국의 치어리더이다.

## 학력
- 숙명여자대학교

## 경력
- 2020년 ~ 2021년 서울 우리카드 위비, 서울 삼성 썬더스, 용인 삼성생명 블루밍스 응원단치어리더
- 2022년 ~ 2023년 수원 kt 소닉붐 응원단 치어리더
- 2023년 ~ kt wiz, 화성 FC, 청주 KB 스타즈  응원단 치어리더